# Provinciale weg 379
De provinciale weg 379 (N379) is een provinciale weg in Drenthe tussen Gasselternijveen en Zwartemeer. De weg staat ook bekend als de Drentse Mondenweg.
De weg begint bij Gasselternijveen, vlak bij de fabriek van Avebe, aan de N378. Vervolgens kruist de weg de N374 en loopt door naar Nieuw-Weerdinge. Daar moet men een klein stukje van de voormalige N364 nemen om de weg te kunnen vervolgen. Daarna kruist de N379 de N391, waarna deze voorbij Roswinkel parallel loopt aan de Duits-Nederlandse grens richting de A37 ter hoogte van Zwartemeer.
De weg is grotendeels ingericht als tweestrooks-gebiedsontsluitingsweg, waar buiten de bebouwde kom een maximumsnelheid van 80 km/h geldt. Enkel tussen Nieuw-Weerdinge en Emmer-Compascuum is de weg uitgevoerd als erftoegangsweg, waar een maximumsnelheid van 60 km/h van kracht is.
N34 · N46 · N351 · N353 · N354 · N355 · N356 · N357 · N358 · N359 · N360 · N361 · N362 · N363 · N364 · N365 · N366 · N367 · N368 · N369 · N370 · N371 · N372 · N373 · N374 · N375 · N376 · N377 · N378 · N379 · N380 · N381 · N382 · N383 · N384 · N385 · N386 · N387 · N388 · N390 · N391 · N392 · N393 · N398

N851 · N852 · N853 · N854 · N855 · N856 · N857 · N858 · N860 · N861 · N862 · N863 · N865 · N910 · N913 · N917 · N918 · N919 · N924 · N927 · N928 · N962 · N963 · N964 · N966 · N967 · N969 · N972 · N973 · N974 · N975 · N976 · N977 · N978 · N979 · N980 · N981 · N982 · N983 · N984 · N985 · N986 · N987 · N988 · N989 · N990 · N991 · N992 · N993 · N994 · N995 · N996 · N997 · N998 · N999

Cursief vermelde wegen zijn voormalige provinciale wegen.